# The Answers
The Answers è il primo album in studio del gruppo musicale alternative rock statunitense Blue October, pubblicato nel 1998.

## Tracce
1. The Answer – 5:56
2. 2 A.M. Lovesick – 3:07
3. The 21st – 4:08
4. Breakfast After Ten – 3:01
5. Italian Radio – 3:52
6. For My Brother – 5:28
7. Sweet and Somber Pigeon Wings – 5:13
8. Weaknesses – 4:11
9. Blue Sunshine – 4:38
10. Mr. Blue's Menu – 3:24
11. Darkest Side of Houston's Finest Day – 4:13
12. Tomorrow – 3:47
13. Black Orchid – 6:09

## Formazione
- Ryan Delahoussaye - mandolino, violino
- Jeremy Furstenfeld - percussioni, batteria
- Justin Furstenfeld - chitarra, voce, piano, batteria
- Liz Mullaly - basso, piano